# Ratusz w Vyškovie

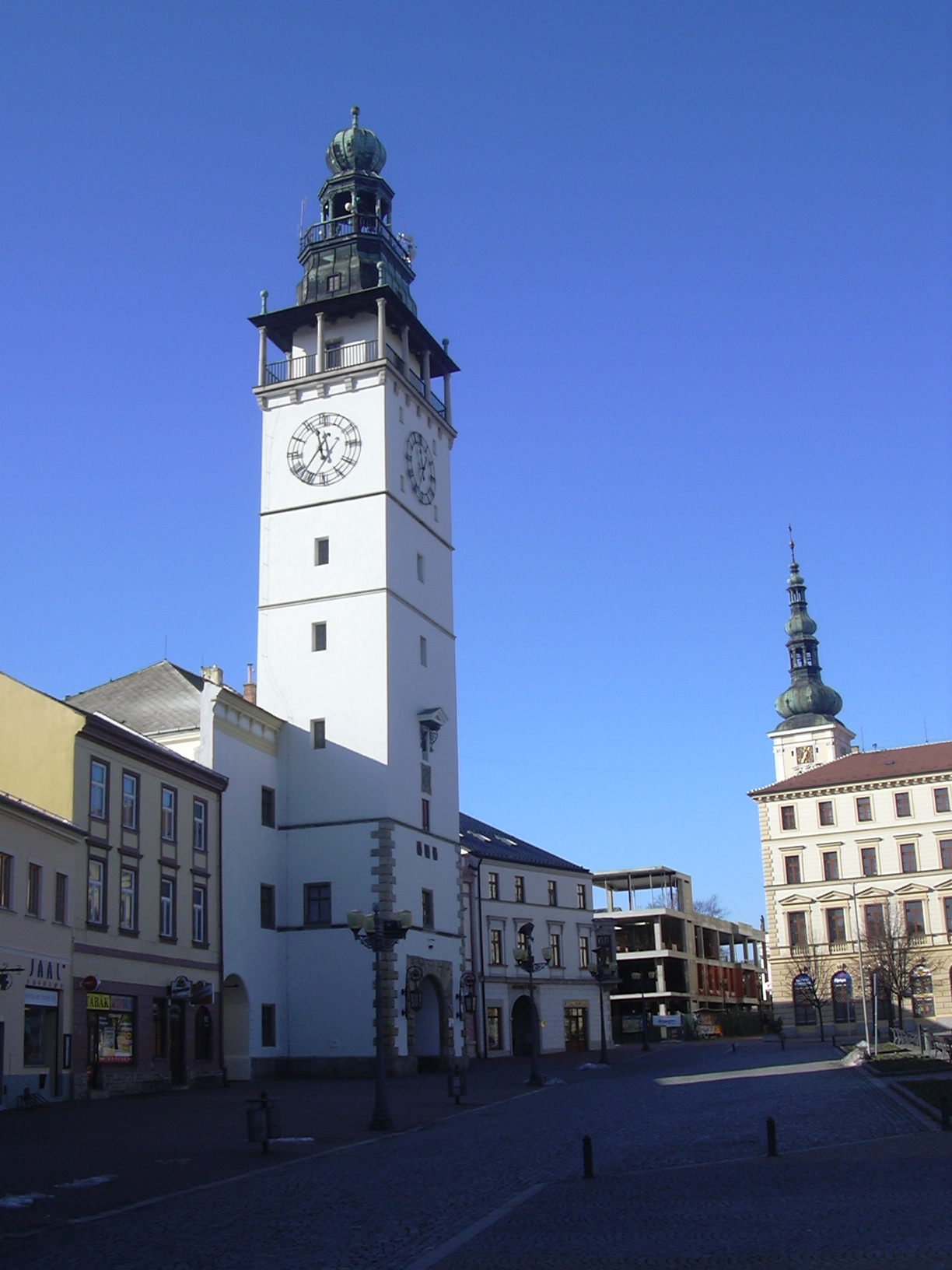
Ratusz w Vyškovie

Ratusz w Vyškovie – renesansowy ratusz stojący na placu w centrum Vyškova, w Republice Czerskiej. Został zbudowany w 1569 roku, z widocznymi na parterze pozostałościami po renesansowych arkadach. Odbudowa ratusza miała miejsce po II wojnie światowej do obecnej formy. Wieża ratuszowa ma wysokość 57,33 m, a na jej szczyt prowadzą 152 schody.